# Wacław Karaś
Wacław Karaś (ur. 10 czerwca 1887 w miejscowości Sedlo, zm. 21 listopada 1942 w Chrzanowie) – polski muzyk, kompozytor i dyrygent orkiestr wojskowych austriackich i polskich. Był synem Jana i Rozalii z d. Kiljan. Ukończył szkołę średnią w Strakonicach, a następnie studiował w konserwatorium w Wiedniu (1904-1906). W latach 1904–1918 służył jako kapelmistrz w armii austriackiej, a w latach 1918–1926 w Wojsku Polskim. Dyrygował krakowskimi orkiestrami: Konserwatorium Towarzystwa Muzycznego (od 1926), Towarzystwa Urzędników Miejskich, fabryki „Solvay”, Towarzystwa Muzycznego „Hejnał”, Policji Państwowej i in. Był nauczycielem gry na tubie oraz autorem podręcznika pt. Szkoła gry na trąbce, skrzydłówce, kornecie i tenorze, wydanego w Krakowie w latach międzywojennych. W 1932 r. poślubił Bronisławę Bacher. Mieszkał w Krakowie przy ul. Starowiślnej, następnie w Chrzanowie przy ul. Piłsudskiego. Zmarł podczas okupacji niemieckiej w Chrzanowie i został pochowany na chrzanowskim cmentarzu parafialnym w kwaterze 8. Później spoczęła tam także jego żona (zm. 1951). Opublikował 25 utworów na orkiestrę dętą, lecz wiele z jego kompozycji pozostało jedynie w rękopisach.

## Wybrane kompozycje
- Marsz Apollo
- Marsz Generał Mond
- Marsz Biały Orzeł
- Marsz Vivat Polonia
- Marsz Victoria
- Marsz Krakowskie dzieci
- Na polu chwały
- Polonez uroczysty
- Romans na trio salonowe (1936)
- Wiązanka pieśni i tańców góralskich.